# 明石海峡大桥
明石海峡大桥（日语：／ Akashi Kaikyō ōhashi */?）是位於日本的本州與淡路島之間，连接兵庫縣神户市與淡路市的跨海大橋，為聯繫本州與淡路兩島重要的交通要道。它跨越明石海峡，目前是世界上跨距第二長的懸索橋，僅次於2022年3月通車的1915恰納卡萊大橋。

## 概况
明石海峡大桥全长3,911米，橋墩跨距1,991米，宽35米，两边跨距各為960米，橋身呈淡藍色。明石海峡大桥擁有世界第三高的橋塔，高達298.3米，僅次於法國密佑高架橋（342米）以及中國蘇通長江公路大橋（306米），比日本第二高大樓橫濱地標大廈（295.8米）還高。在日本国内的人工構造物中，仅有東京晴空塔（634米）、東京鐵塔（332.6米）以及日本最高楼阿部野橋车站大楼（300米）超过其桥塔高度。
明石海峽大橋由西松建設及五洋建設等公司承建，於西元1988年（昭和63年）5月動工，歷時10年，耗资5,000多亿日圓，於1996年（平成8年）9月竣工，並在1998年（平成10年）4月5日正式通車，其间经历了1995年1月17日的阪神大地震的考验。阪神大地震的震央距離桥址仅4公里，但大桥安然无恙，只是南岸的岸墩和锚锭装置发生了轻微位移，使大桥的长度增加了约1米（大桥原设计长度为3,910米，主跨距1,990米）。
橋面有六線道，设计时速100公里，可承受日本氣象廳烈度等級计测烈度8.5之強震、百年一遇的80米／秒强烈台风袭击。由於明石大橋的完工，加上原先建設於淡路島以及四國之間的大鳴門橋，四國與本州在陸地上終於連為一體。考慮到當年社會經濟及日本國有鐵道的財政狀況後，明石海峽大橋最終定為純粹的公路橋樑，並沒有預留鐵路通過的空間。另外，供電用的電纜、電信用的光纜及往淡路島的自來水幹管也裝設於明石大橋橋面下方，解決了淡路島自來水供應的問題。
明石大橋在完工後就向民眾募集暱稱，但選出的「珍珠橋」此一名稱，包含管理者在內的JB本四高速（本州四国联络高速公路株式会社）以及民眾都鮮少使用，只有當地觀光協會在介紹時偶爾會使用，但平時都均簡稱為「明石大橋」，包括高速公路的指示亦也如此稱呼（神戶淡路鳴門自動車道下行线等）。
明石海峽大橋建設前，原本從淡路島至本州只能依靠定期船通行，且須耗時40分鐘左右。竣工之後，該大橋提供了穩定快速的道路，現在僅需5分鐘左右，便可從淡路島到達本州。
2014年4月起垂水IC -淡路IC间公路的通行费一般车使用電子收費（ETC）为900日元，人工現金收費為2,370日元。
设计速度为100公里/小时，但通常时的最高速度为80公里/小时，最低速度为50公里/小时。

## 构造

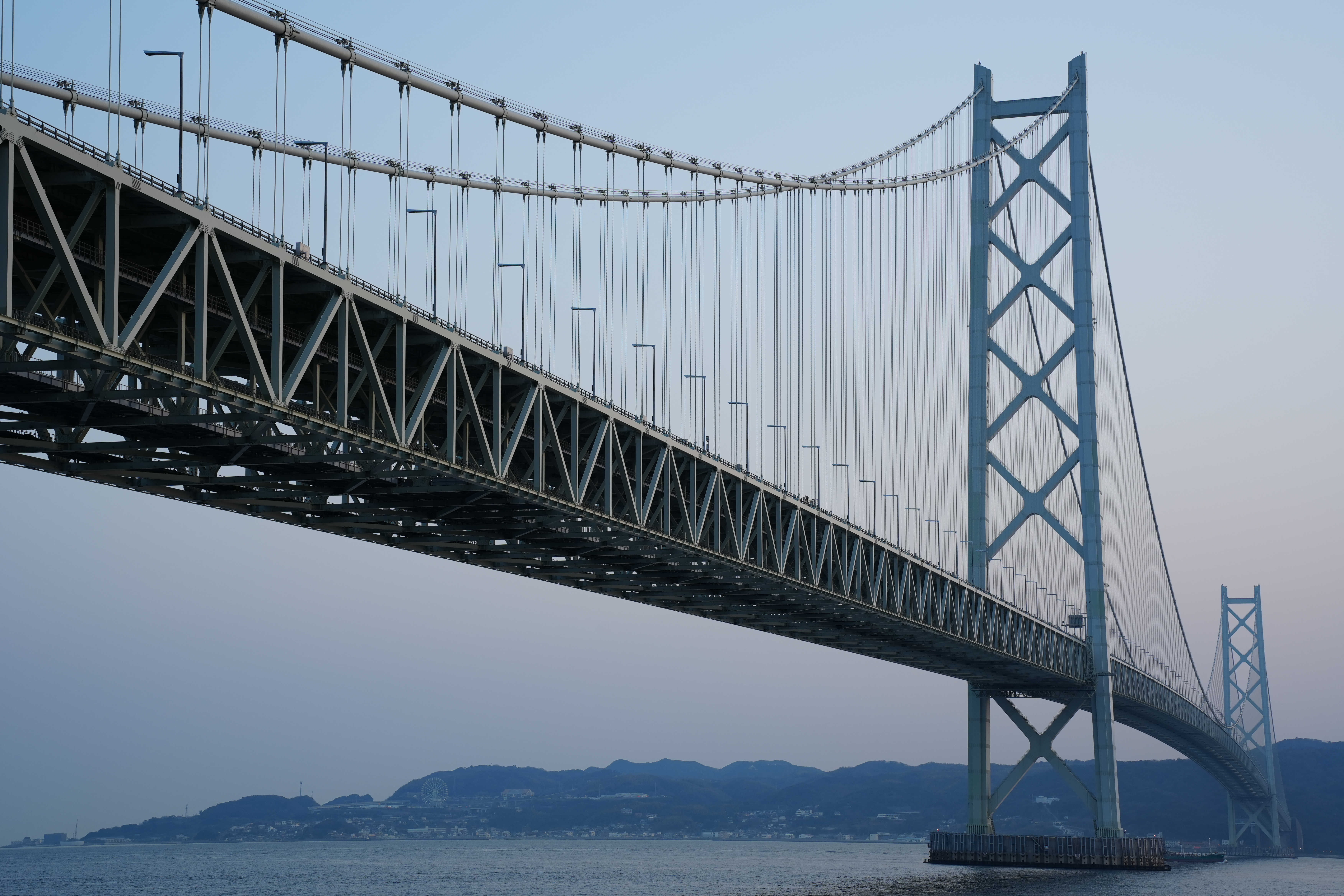
明石海峽大橋

- 结构形式:三跨两铰加劲桁梁式悬索桥
- 开工: 1988年（昭和63年）4月
- 闭合: 1996年（平成8年）9月
- 供用: 1998年（平成10年）4月5日
- 中央跨: 1,991 m（世界第二长）
- 全长: 3,911 m
- 地板:钢地板。中央分离带部分光栅地板
- 總工程費 :5,000 億日圓

### 钢缆参数
大橋的生命的是主钢缆，每侧1根共计2个，每根都是290根钢绞线（正六边形上扎了线）构成的。钢绞线由127根高强度镀锌钢制钢丝构成，一根钢缆共计使用36,830根钢丝。这座桥，为了5.23毫米直径1mm拉伸强度2一带180公斤的线新开发的。一根钢缆直径112.2厘米，约6万吨的负荷支撑。为了保护钢缆不被风雨腐蚀生锈，内部有脫鹽及乾燥的空氣流通。钢缆架设的第一步是让飞行绳（聚芳纶纤维制）的渡海，世界上第一次使用直升机造桥。构成每一根主要鋼纜的鋼絲总距离长达约30万公里（可以绕地球7周）。

## 历史
明石海峽大橋的構思在第二次世界大战之前便一直存在，但由於技術以及軍事方面（大型軍艦無法航行）的問題，一直沒有付諸建造。
- 1945年（昭和20年）12月9日-播淡联络轮船“鶺鴒丸”沉没明石海峡中，死者304人。这以后，当地要求架桥的呼聲高涨。
- 1955年（昭和30年）4月-国营铁路有本四淡路（A路线）开始调查。
- 1955年（昭和30年）5月11日-濑户内海航行的宇高联络船“紫云丸”沉没，修学旅行中的儿童等168名死者。这次事故，本州四国联络桥建设的时机一口气提高了。
- 1959年（昭和34年）4月-建设省道路部分开始调查。
- 1969年（昭和44年）5月-新全国综合开发计划制定。
- 1970年（昭和45年）7月-本州四国联络桥公团成立。*
- 1973年（昭和48年）10月-工程实施计划被认可。
- 1985年（昭和60年）8月-国土廳长官、运输大臣、建设大臣達成协议，明石海峡大桥桥梁僅作為公路使用，不預留鐵路的空間。
- 1985年（昭和60年）12月-明石海峡大桥的事业化决定。
- 1986年（昭和61年）4月-开工典礼举行。
- 1988年（昭和63年）5月-当地开始施工。
- 1989年（平成元年）3月- 2P钢沉箱设置。
- 1989年（平成元年）6月- 3P沉箱设置。
- 1990年（平成2年）1月- 4A基础工开始。
- 1990年（平成2年）3月- 1A基础工开始。
- 1992年（平成4年）4月- 开始架设2P主塔。
- 1992年（平成4年）6月- 开始架设3P主塔。
- 1992年（平成4年）9月- 1A基础工完毕。
- 1992年（平成4年）12月- 4A基础工完毕。
- 1993年（平成5年）1月- 2P主塔架设完毕。
- 1993年（平成5年）4月- 3P主塔架设完毕。
- 1993年（平成5年）11月-飞行绳索渡海。
- 1994年（平成6年）6月-开始架设钢绞线。
- 1994年（平成6年）11月-钢绞线架设完毕。
- 1995年（平成7年）1月17日-兵库县南部地震（阪神淡路大震灾）发生，全长伸长了约1米。
- 1995年（平成7年）6月-开始架设加强梁。
- 1996年（平成8年）9月-加强梁都被闭合。
- 1998年（平成10年）4月5日-开始使用。
- 2009年（平成21年）7月5日-通行车辆将突破1亿輛。

## 图集

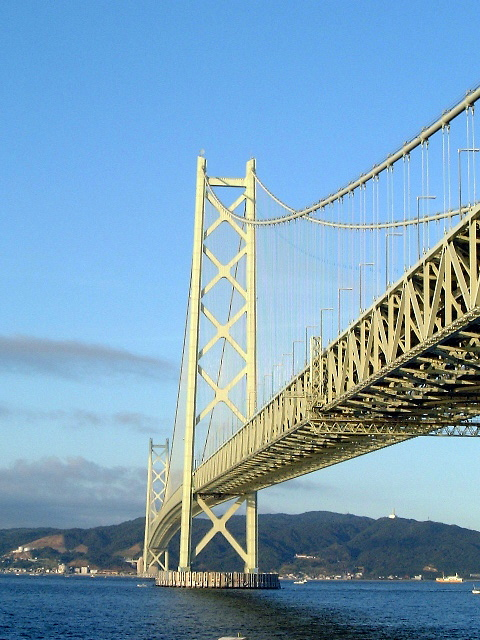
從側面看明石海峽大橋
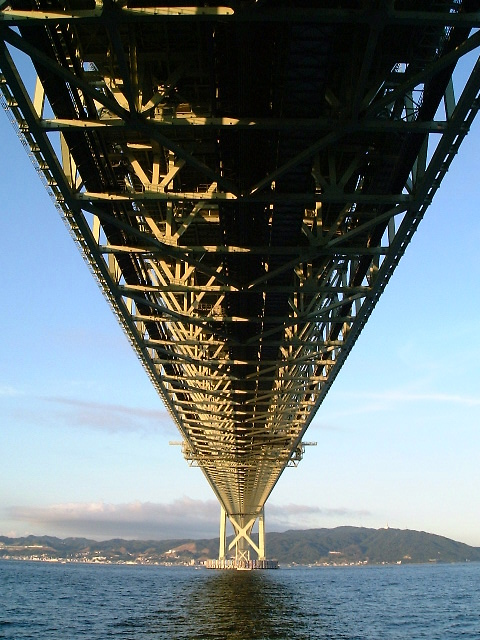
從下方看明石海峽大橋
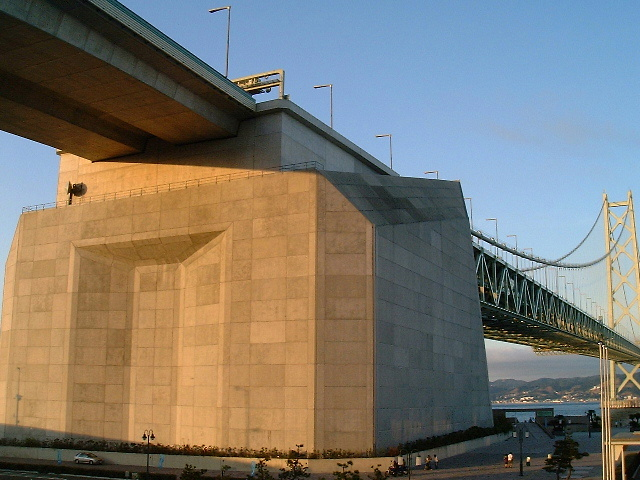
大橋錨錠
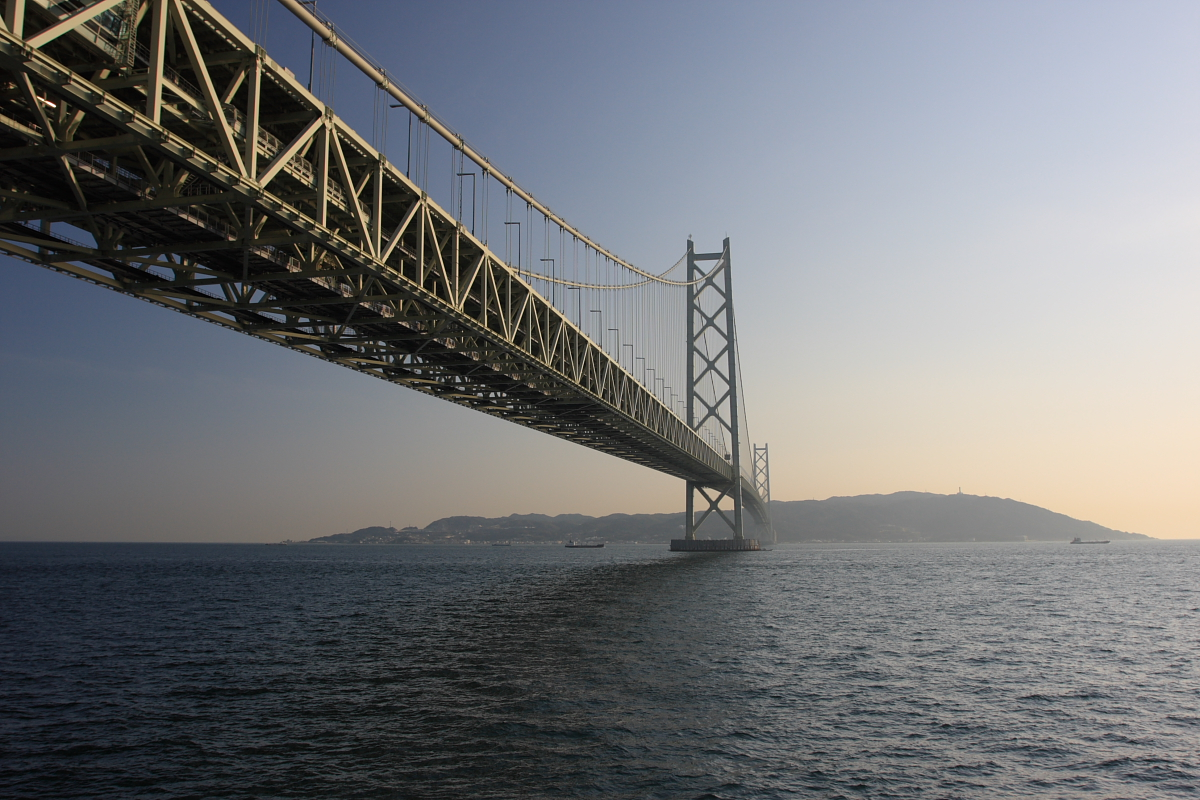
從側面看明石海峽大橋
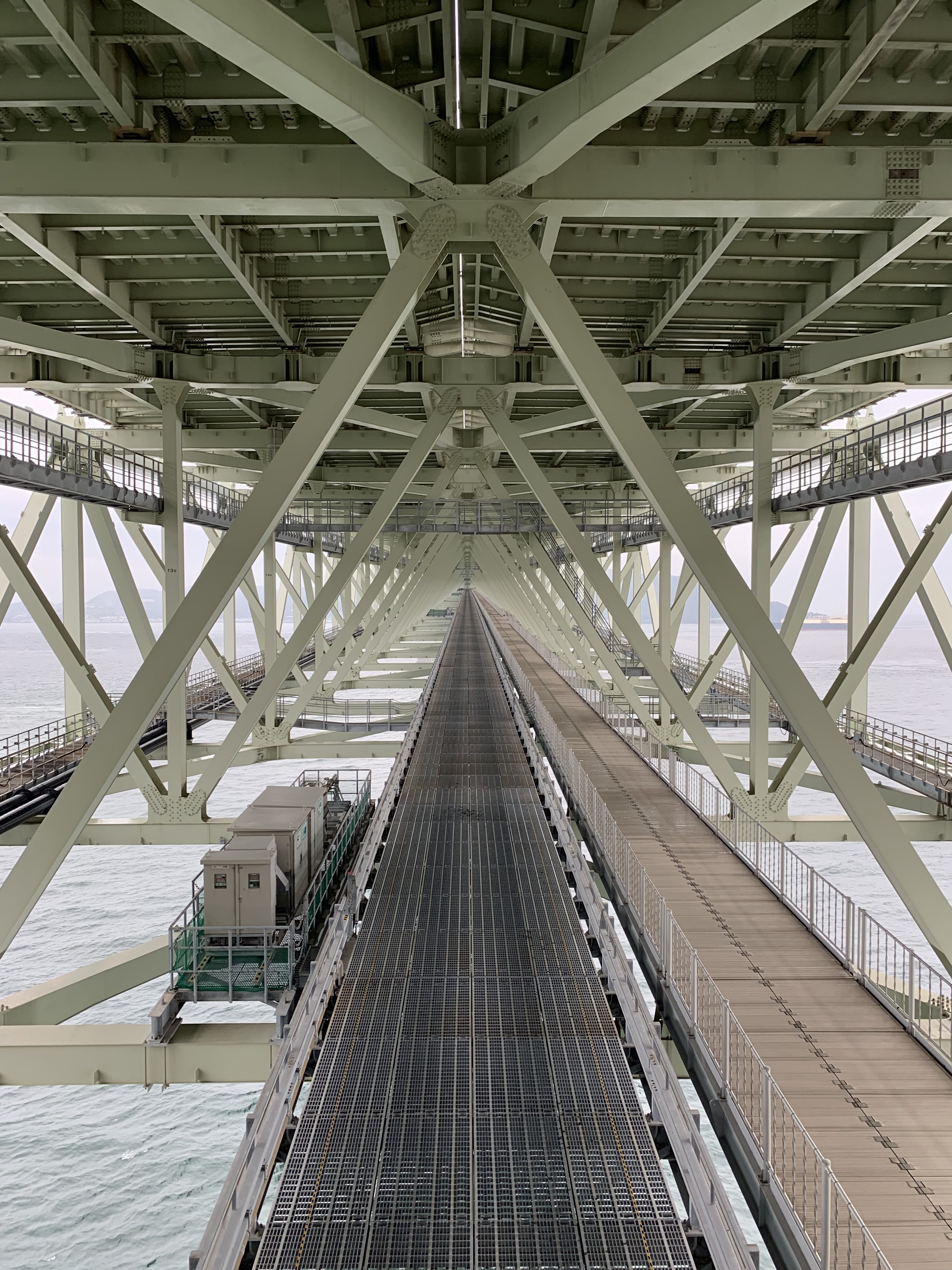
明石海峽大橋的橋面下結構，可看出明石海峽大橋並未如大鳴門橋一樣預留鐵路通過空間
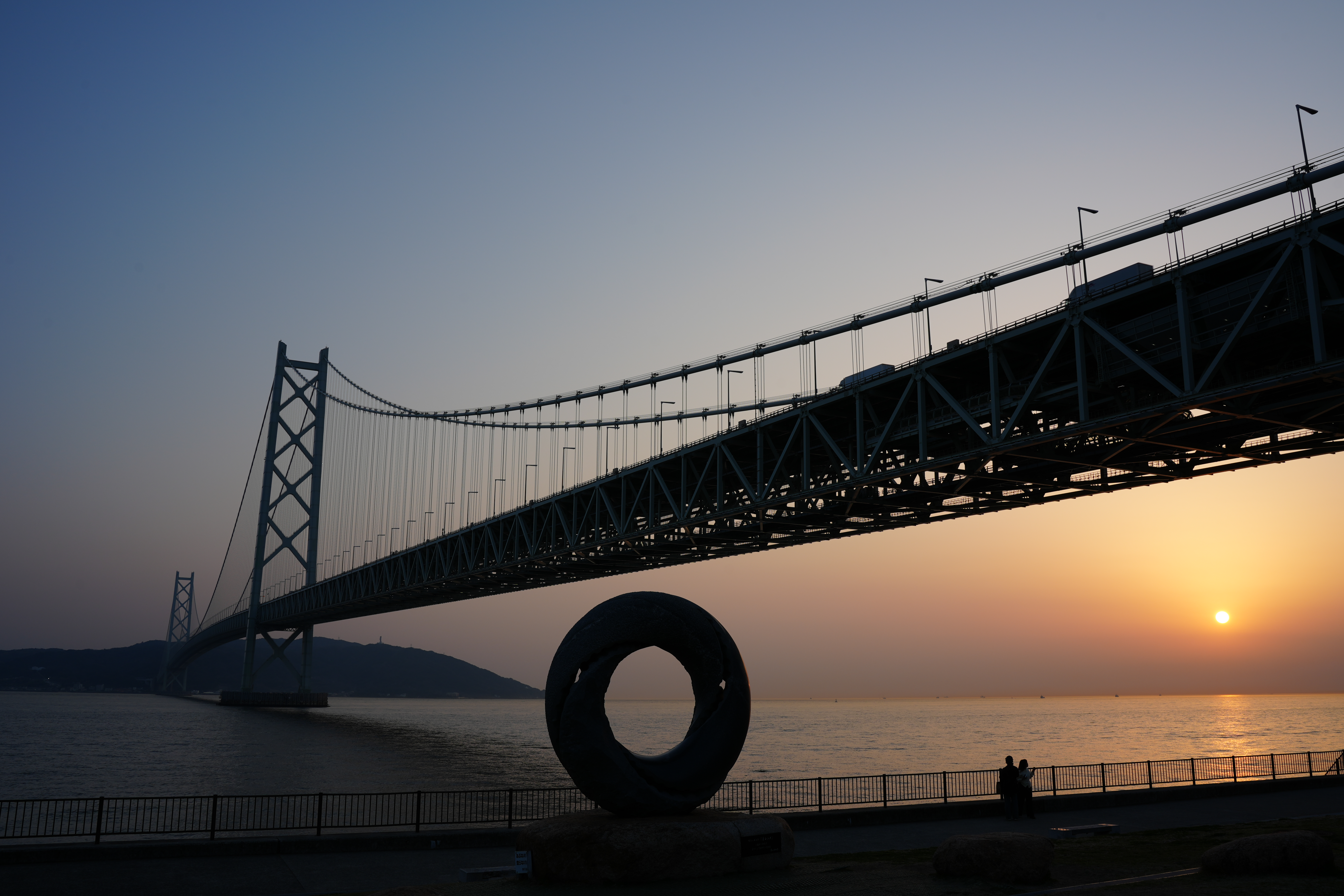
夕陽時的明石海峽大橋

## 外部連結
- JB本四高速 （页面存档备份，存于）（本州四国連絡高速道路株式会社）
  - 明石海峡大橋の紹介 （页面存档备份，存于）
  - 明石海峡大橋ブリッジワールド （页面存档备份，存于）
- 明石海峡大橋について（阪神国道事務所） （页面存档备份，存于）
- 明石海峡大橋360度スクロール
- 明石海峡大橋（パールブリッジ）（神戸観光壁紙写真集 より）
- Structurae: Akashi-Kaikyo Bridge （页面存档备份，存于）